# Диппер Пайнс
Мейсон «Ди́ппер» Па́йнс (англ. Mason «Dipper» Pines) — вымышленный персонаж, один из главных героев мультсериала «Гравити Фолз», брат-близнец Мэйбл Пайнс. Персонажа озвучивал, в основном, Джейсон Риттер. Прототипом послужил сам Алекс Хирш в детстве и его одноклассник. По словам режиссёра, у того парня были ужасные прыщи, которые напоминали, например, созвездие Орион, а позже — Большой ковш (англ. Big dipper) из созвездия Большой Медведицы. На лбу Диппера Пайнса есть родимое пятно как раз в виде Ковша Большой Медведицы. Впервые Диппер появился в неназванном пилоте, созданном Хиршем; в сериале появляется в эпизоде «Секреты Гравити Фолз». Вместе со своей сестрой-близнецом Мэйбл играет главную роль в сериале.
Диппер — двенадцатилетний (в конце 2 сезона тринадцатилетний) мальчик, брат-близнец Мэйбл. Один из главных героев мультсериала. Родился 31 августа (на 5 минут позже сестры). Он пытается раскрыть тайны городка Гравити Фолз и найти автора дневников. Очень сообразителен и рассудителен, но часто нерешителен. Влюблён в Венди Кордрой. Его символ в «колесе Билла» — ель, соответствующая изображённой на его кепке. Любит настольную игру под названием «Подземелья, подземелья и ещё подземелья».
Диппер необыкновенно смел для своего возраста. Он посвящает себя в разрешении загадок Гравити Фолз, что ставит его в противоречие с дядей Стэном.
Приключения Диппера и его сестры вдохновлены детством Алекса Хирша и его сестры Ариэль. Как персонаж, Диппер был хорошо принят критиками. Он появляется в различной продукции «Гравити Фолз» таких, как одежда и видеоигры.
Диппер бывает довольно скромным, в зависимости от ситуации. Бывает и очень отважным.

## Роль в мультсериале «Гравити Фолз»
Диппер Пайнс — любопытный, умный и изобретательный мальчик из Пьемонта, штат Калифорния, который вынужден, вместе с сестрой Мэйбл, проводить лето со своим двоюродным дедушкой в вымышленном городке Гравити Фолз, штат Орегон. Он изображается умным, мудрым, нежным, заурядным и логически рассуждающим, демонстрируя знания в различных областях, таких как история и криптография.
Диппер носит бело-голубую кепку с символом синей ели. Он также носит тёмно-синий жилет, оранжевую футболку, серые шорты, чёрные кроссовки. В эпизоде «Диппер и атака клонов» выясняется, что Диппер получил своё прозвище (dipper — ковш) от родинки на лбу в форме астеризма Большой Ковш, которую он прячет под чёлкой. Настоящее имя никогда не упоминалось в сериале, но было раскрыто в печатном издании дневника № 3.
В эпизоде От заката до рассвета выясняется, что Диппер неравнодушен к местной девушке Венди Кордрой, которая на 3 года старше его. Он обычно пытается произвести на неё впечатление и часто оказывается в неловких ситуациях. В эпизоде «В бункере» Диппер признаётся Венди, что любит её, хотя она говорит, что всегда подозревала это. Также Диппер всегда делает всё для защиты сестры Мэйбл. Впервые прибыв в Гравити Фолз, он думает, что лето будет скучным, но вскоре узнаёт о таинственной стороне городка и пытается разрешить все загадки Гравити Фолз на пару с сестрой.